# Morphosphaera
Morphosphaera là một chi bọ cánh cứng trong họ Chrysomelidae.
Chi này được miêu tả khoa học năm 1861 bởi Baly.

## Các loài
Các loài trong chi này gồm:
- Morphosphaera albipennis Allard, 1889
- Morphosphaera bimaculata Chujo, 1938
- Morphosphaera brunnea Maulik, 1936
- Morphosphaera cavaleriei (Laboissiere, 1930)
- Morphosphaera chrysomeloides (Bates, 1866)
- Morphosphaera cincticollis (Laboissiere, 1930)
- Morphosphaera coerulea (Schonfeldt, 1890)
- Morphosphaera collaris (Laboissiere, 1930)
- Morphosphaera coomani Laboissiere, 1930
- Morphosphaera gingkoae (Gressitt & Kimoto, 1963)
- Morphosphaera japonica (Hornstedt, 1788)
- Morphosphaera maculicollis Baly, 1861
- Morphosphaera margaritacea Laboissiere, 1930
- Morphosphaera marginata (Laboissiere, 1930)
- Morphosphaera metallescens (Gressitt & Kimoto, 1963)
- Morphosphaera montivaga Maulik, 1936
- Morphosphaera peregrina (Weise, 1913)
- Morphosphaera prava Maulik, 1936
- Morphosphaera purpurea (Laboissiere, 1930)
- Morphosphaera sodalis (Chen, 1935)
- Morphosphaera sumatrana (Jacoby, 1886)
- Morphosphaera viridipennis (Laboissiere, 1930)